# Синг Синг (филм)
Синг Синг (енгл. Sing Sing) је амерички драмски филм из 2023. у режији Грега Кведара. Заснован на стварном Рехабилитација кроз уметност програма у затвору максималног обезбеђења Синг Синг, филм се усредсређује на групу затвореника укључених у креирање позоришних представа кроз програм. У њему глуме професионални глумци Колман Доминго, Шон Сан Хозе и Пол Рејси, заједно са многим бившим затвореницима који су и сами били алумни програма током боравка у затвору, укључујући Кларенса „Дивајн Ај” Меклина и Џона-Адријана „Џеј Џеј” Веласкеза.
Филм је премијерно приказан у програму специјалних презентација на Међународном филмском фестивалу у Торонту 2023. године. Објавио га је А24 у Сједињеним Државама 12. јула 2024. Добио је признање критичара и проглашен је једним од десет најбољих филмова у 2024. од стране Националног одбора за рецензију филмова и Америчког филмског института. Добио је бројна признања, укључујући три номинације на 78. додели филмских награда Британске академије (укључујући најбољег глумца за Доминга и најбољег споредног глумца за Меклина) и на 97. додели Оскара (укључујући најбољег глумца за Доминга).

## Радња
Дивајн Џи, затворен у поправној установи Синг Синг, открива смисао за циљ кроз учешће у малој позоришној групи коју чине други затвореници. Ови затвореници су део програма Рехабилитација кроз уметност (РКА), која има за циљ да користи позориште као вид рехабилитације. Под вођством позоришног редитеља Брента Бјуела, Дивајн Џи се појављује као звезда драматург и извођач, веома поштован због своје емоционалне дубине и глумачког талента. Док се бави својом страшћу за позориштем, Дивајн Џи је такође одлучан да докаже своју невиност и поврати своју слободу.

## Улоге
- Колман Доминго као Џон „Дивајн Џи” Вајтфилд[6]
- Кларенс „Дивајн Ај” Маклин као он сам[6]
- Шон Сан Хозе као Мајк Мајк[6]
- Пол Рејси као Брент Бјуел[6]
- Џони Симонс као Клеј, затвореник који покушава да пређе Дивајн Аја
- Шерон Вашингтон као главни комесар

Заједно са Меклином, споредну екипу чине и бивши затвореници из стварног живота који су и сами били алумни програма РТА, приказујући себе у филму.
Џон „Дивајн Џи” Вајтфилд из стварног живота се појављује као затвореник који тражи од измишљеног Дивајн Џија (Доминго) да потпише његову књигу.